# فلورین پوپسکو
فلورین پوپسکو (انگلیسی: Florin Popescu؛ زادهٔ ۳۰ اوت ۱۹۷۴) قایقران کانو اهل رومانی بود.